# Робърт Ръслър
Робърт Ръслър (на английски: Robert Rusler) е американски филмов и телевизионен актьор, роден на 20 септември 1965 г. във Форт Уейн, Индиана. Известен е с ролите си във филмите „Странна наука“, „Кошмари на Елм Стрийт 2: Отмъщението на Фреди“ и „Десет ярда“. Ръстлър взима участие и в телевизионните сериали „Забравени досиета“, „24“ и „Стар Трек: Ентърпрайз“.